# Manuel Larráinzar
Manuel Larráinzar Piñeiro (1809-1884) fue un abogado mexicano, historiador, político y diplomático chiapaneco, (nació el 26 de diciembre de 1809 en San Cristóbal de las Casas, Chiapas). Realizó sus estudios elementales en su ciudad natal y luego se trasladó al Colegio de San Ildefonso, en la capital de la República, donde obtuvo el título de abogado en 1832.
Casado con Manuela Córdoba, fueron padres de Enriqueta, Josefina y María Ernestina Larráinzar Córdoba. Las tres fueron escritoras. Las dos últimas fueron además fundadoras de la orden religiosa Misioneras Hijas del Calvario, que aún existe.

## Biografía política y diplomática
Manuel Larráinzar ejerció su profesión tanto en la capital del país como en Chiapas. Fue diputado y senador en varias oportunidades apoyando al bando conservador durante la década de los 50 del siglo XIX. En la diplomacia fue donde más se distinguió, representando al gobierno de México en Estados Unidos, Italia, Rusia, Suecia y Dinamarca. 
Como enviado extraordinario y ministro plenipotenciario ante el gobierno de Estados Unidos tuvo un destacado papel defendiendo la soberanía de su país cuando los norteamericanos pretendían construir un canal en el istmo de Tehuantepec, basándose en una concesión otorgada por el gobierno de Santa Anna sin sanción del Congreso mexicano. Otro asunto destacado de su trabajo diplomático se dirigió a lograr la incorporación definitiva del Soconusco a México en la definición de límites con Guatemala.
Fue Presidente del Consejo de Estado en 1858 y Ministro de Justicia durante el gobierno conservador de Miguel Miramón, quién murió fusilado en 1867 por apoyar la invasión francesa y el imperio de Maximiliano. Fue procurador general de la Nación.

## Obra escrita
Manuel Larráinzar fue un escritor fecundo. Su obra se encuentra dispersa en periódicos, folletos y libros. Incursionó en materia pedagógica cuando escribió Algunas ideas sobre la historia y manera de escribirla en México. Su obra cumbre, escrita en Estados Unidos, fue su Análisis del dictamen de la comisión de negocios extranjeros del Senado de la República.En materia de historia es importante su Noticia histórica del Soconusco y su incorporación a la República Mexicana. 
Fue miembro de varias sociedades científicas y literarias, entre ellas la Sociedad Mexicana de Geografía y Estadística y la Academia Imperial de Ciencias durante el gobierno del emperador Maximiliano.

## San Andrés Larráinzar
El 13 de febrero de 1934, siendo Gobernador Constitucional del Estado de Chiapas Victórico R. Grajales, se cambió la denominación del pueblo tsotsil de San Andrés Istacostoc o San Andrés Sakam Ch´en, por la de Larraínzar, en homenaje al licenciado Manuel Larráinzar Piñero.